# Fractale
Pour l’article homonyme, voir Fractale (série télévisée d'animation).

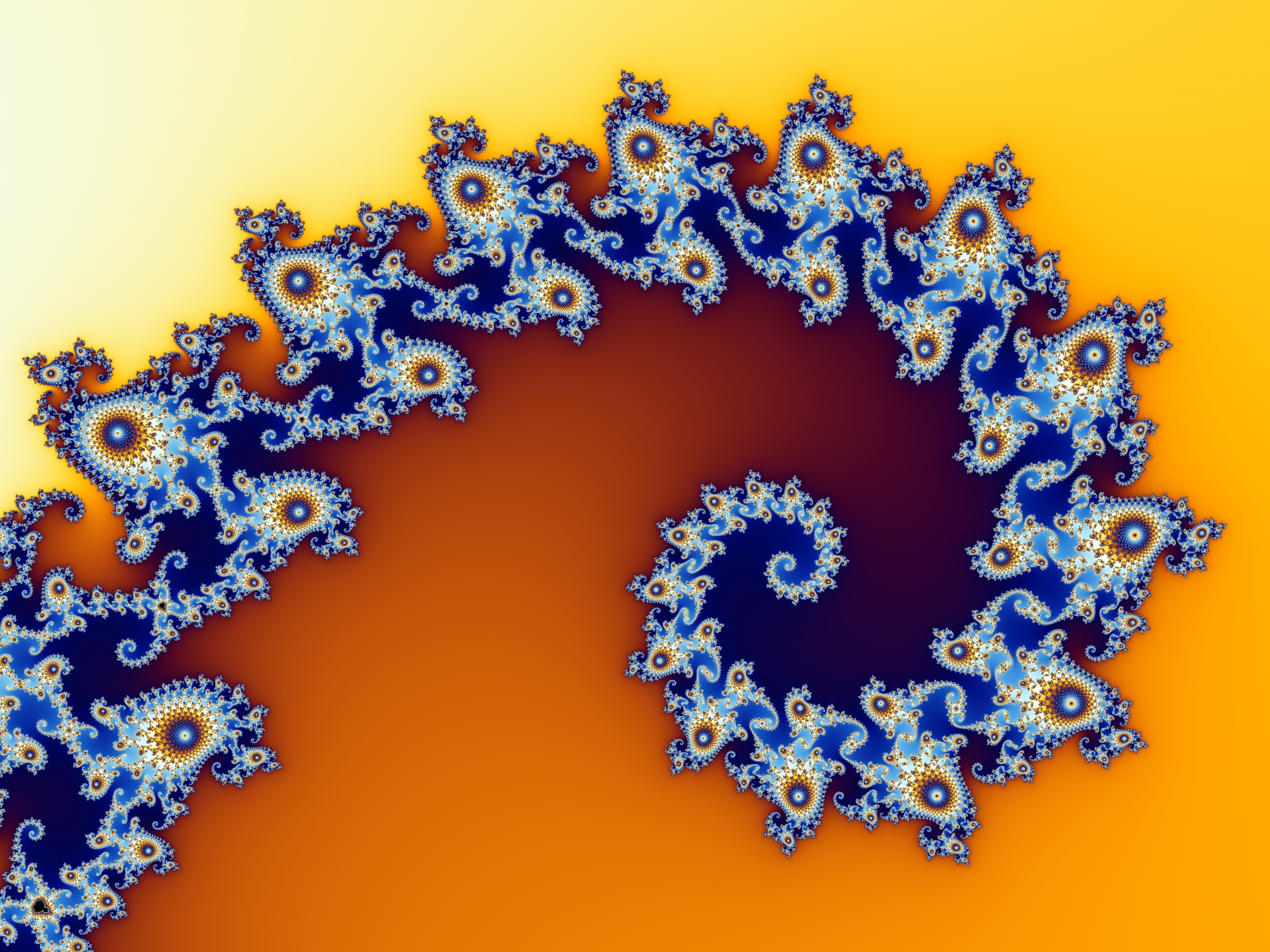
Exemple de figure fractale (détail de l'ensemble de Mandelbrot)

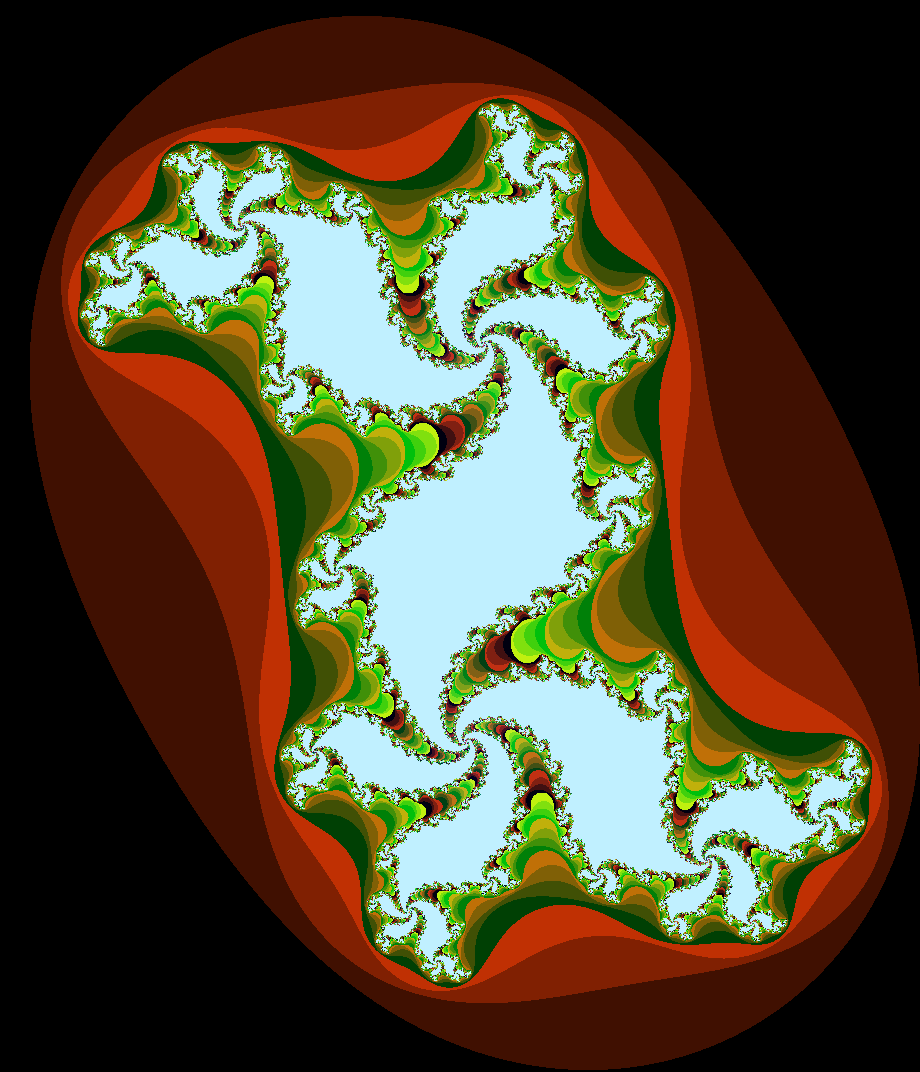
Ensemble de Julia en.

Une figure fractale  est un objet mathématique qui présente une structure similaire à toutes les échelles.
C'est un objet géométrique « infiniment morcelé » dont des détails sont observables à une échelle arbitrairement choisie. En zoomant sur une partie de la figure, il est possible de retrouver toute la figure ; on dit alors qu’elle est « autosimilaire ».
Les fractales sont définies de manière paradoxale, un peu à l'image des poupées russes qui renferment  une figurine plus ou moins identique à l'échelle près : les objets fractals peuvent être envisagés comme des structures gigognes en tout point – et pas seulement en un certain nombre de points. Cette conception hologigogne (gigogne en tout point) des fractales implique cette définition récursive : un objet fractal est un objet dont chaque élément est aussi un objet fractal (similaire).
De nombreux phénomènes naturels – comme le tracé des lignes de côtes ou l'aspect du chou romanesco – possèdent des formes fractales approximatives.

## Historique
De nombreux exemples de fractales, comme le flocon de Koch ou le tapis de Sierpiński ont été découverts à la fin du 19e siècle, mais c'est Benoît Mandelbrot qui, en 1975, a attiré l'attention sur ces objets et leur omniprésence dans la nature, créant à cette occasion l'adjectif « fractal » à partir de la racine latine fractus, qui signifie « brisé », « irrégulier », et de la désinence « -al » présente dans les adjectifs « naval » et « banal » (pluriels : navals, banals, fractals) ; l'usage a ensuite imposé le substantif une fractale pour désigner une figure ou une équation de géométrie fractale.

## Caractéristiques

Construction animée : courbe de von Koch.

Un objet fractal possède au moins l'une des caractéristiques suivantes :
- sa dimension de Hausdorff est strictement supérieure à sa dimension topologique. Cette caractéristique est généralement prise comme définition même d'un objet fractal. Pour exprimer la chose autrement, un réseau d'irrigation est un déploiement de lignes (« en 1D ») qui offre des caractéristiques commençant à évoquer une surface (« en 2D »). La surface du poumon (« en 2D ») est repliée en une sorte de volume (« en 3D »). De façon imagée, les fractales se caractérisent par une sorte de dimension non entière. (Mandelbrot ne considère pas cette définition comme tout à fait satisfaisante[a]) ;
- il a des détails similaires à des échelles arbitrairement petites ou grandes ;
- il est trop irrégulier pour être décrit efficacement en termes géométriques traditionnels ;
- il est exactement ou statistiquement autosimilaire, c'est-à-dire que le tout est semblable à une de ses parties[3].

## Domaines de validité
Les figures fractales n'ont pas à satisfaire toutes les propriétés mentionnées ci-dessus pour servir de modèles. Il leur suffit de réaliser des approximations convenables de ce qui intéresse dans un domaine de validité donné (le livre fondateur de Mandelbrot Les Objets fractals en donne une grande variété d'exemples). La taille des alvéoles du poumon, par exemple, taille à partir de laquelle celui-ci cesse de se subdiviser de façon fractale, est liée à la taille du libre parcours moyen de la molécule d'oxygène à température du corps.[réf. souhaitée]
La dimension utilisée est celle de Hausdorff, et on observe qu'elle correspond à une caractéristique nouvelle des surfaces irrégulières. On connait les plages de validité des dimensions de Hausdorff observées sur Terre pour les montagnes, les nuages, etc.

Figure fractale de Mandelbrot créée avec Python (Fractale au degré 20).

Des exemples de figures fractales sont fournis par les ensembles de Julia, de Fatou et de Mandelbrot, la fractale de Lyapunov, l'ensemble de Cantor, le tapis de Sierpinski, le triangle de Sierpinski, la courbe de Peano ou le flocon de Koch. Les figures fractales peuvent être des fractales déterministes ou stochastiques. Elles apparaissent souvent dans l'étude des systèmes chaotiques.
Les figures fractales peuvent être réparties en trois grandes catégories :
1. Les systèmes de fonctions itérées. Ceux-ci ont une règle de remplacement géométrique fixe (l'ensemble de Cantor, le tapis de Sierpinski, le triangle de Sierpinski, la courbe de Peano, le flocon de Koch) ;
2. Les fractales définies par une relation de récurrence en chaque point dans un espace (tel que le plan complexe). Des exemples de ce type sont les ensembles de Mandelbrot et la fractale de Lyapunov ;
3. Les fractales aléatoires, générées par des processus stochastiques et non déterministes, par exemple les paysages fractals.

De toutes ces figures fractales, seules celles construites par des systèmes de fonctions itérées affichent habituellement la propriété d'autosimilitude, signifiant que leur complexité est invariante par changement d'échelle.
Les fractales aléatoires sont les plus utilisées dans la pratique, et peuvent servir à décrire de nombreux objets extrêmement irréguliers du monde réel. Les exemples incluent des nuages, les montagnes, les turbulences de liquide, les lignes des côtes et les arbres. Les techniques fractales ont aussi été utilisées dans la compression fractale d'images, de même que dans beaucoup de disciplines scientifiques.

## Dimension fractale

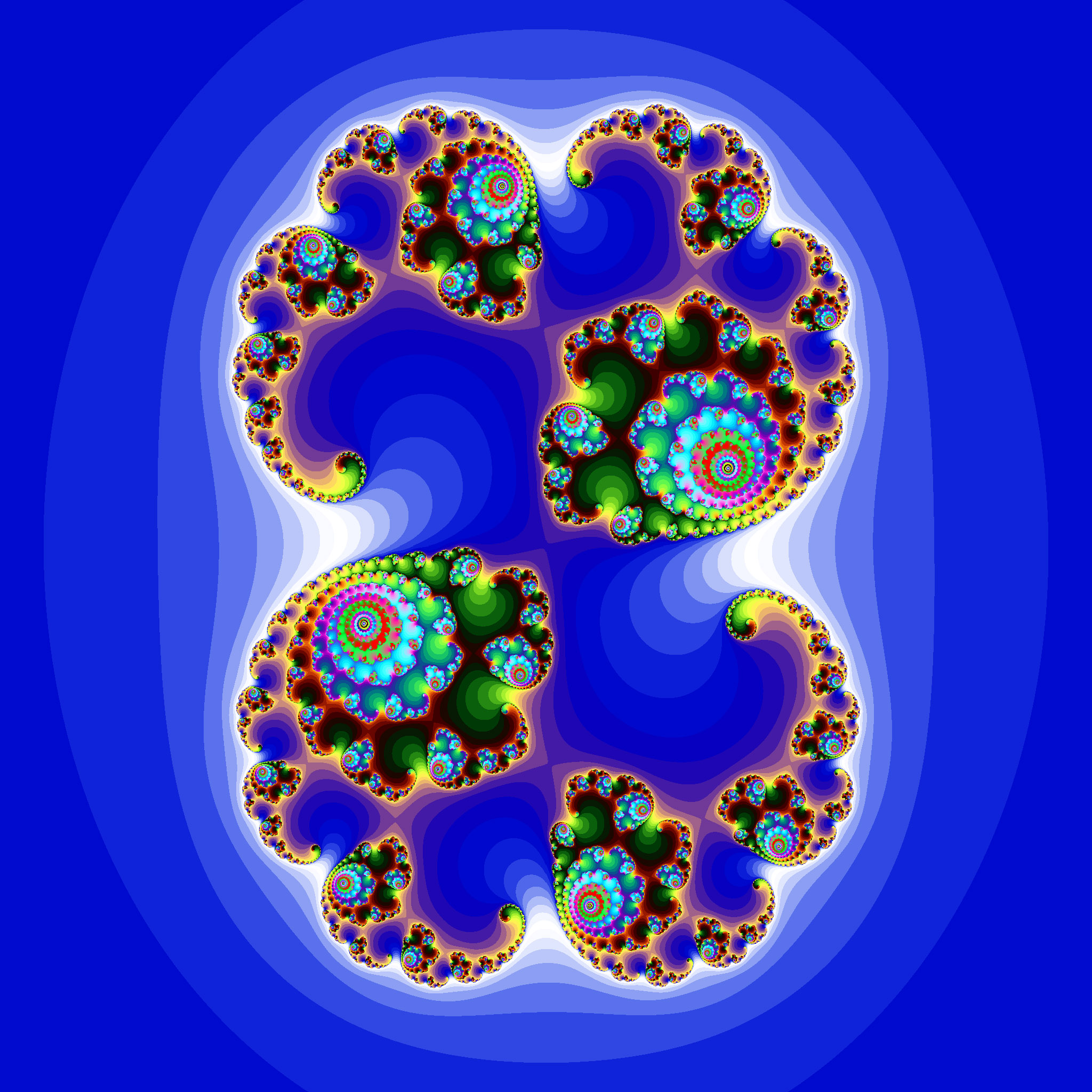
Ensemble de Julia.

La dimension d'une ligne droite, d'un cercle et d'une courbe régulière est de 1. Une fois fixés une origine et un sens, chaque point de la courbe peut être déterminé par un nombre, qui définit la distance entre l'origine et le point. Ce nombre est négatif s'il faut se déplacer dans le sens opposé à celui choisi au départ.
La dimension d'une figure simple dans le plan est de 2. Une fois un repère défini, chaque point de la figure peut être déterminé par deux nombres. La dimension d'un corps simple dans l'espace est de 3.
Une figure telle qu'une fractale n'est pas simple. Sa dimension n'est plus aussi facile à définir et n'est plus forcément entière. La dimension fractale, plus complexe, s'exprime à l'aide de la dimension de Hausdorff.
Quand la fractale est formée de répliques d'elle-même en plus petit, sa dimension fractale peut se calculer comme suit :
où la fractale de départ est formée de n exemplaires dont la taille a été réduite d'un facteur h (pour homothétie).
Quelques exemples :
- un côté du flocon de Koch est formé de n = 4 exemplaires de lui-même réduit d'un facteur h = 3. Sa dimension fractale vaut :

{\displaystyle d={\frac {\ln(4)}{\ln(3)}}\approx 1,2618595\ldots }
- le triangle de Sierpinski est formé de n = 3 exemplaires de lui-même réduit d'un facteur h = 2. Sa dimension fractale vaut :

{\displaystyle d={\frac {\ln(3)}{\ln(2)}}\approx 1,5849625\ldots }
- le tapis de Sierpinski est formé de n = 8 exemplaires de lui-même réduit d'un facteur h = 3. Sa dimension fractale vaut :

{\displaystyle d={\frac {\ln(8)}{\ln(3)}}\approx 1,892789\ldots }
Une liste beaucoup plus longue se trouve sous : Liste de fractales par dimension de Hausdorff.

Suite de constructions géométriques qui tend vers le flocon de Koch.
Les cinq premières étapes de construction du triangle de Sierpiński.
Évolution de la construction du tapis de Sierpiński.

## Objets fractals dans la nature

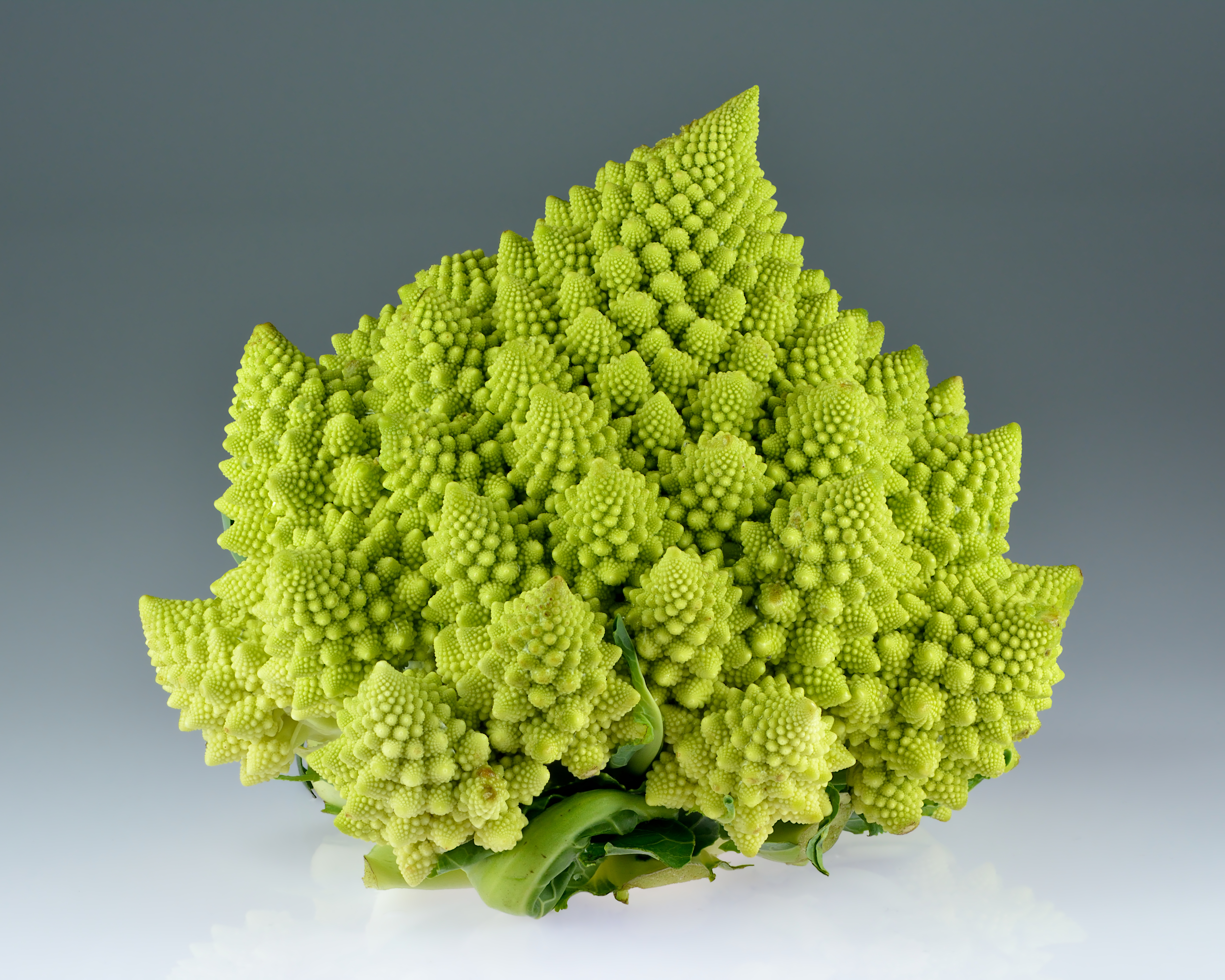
Le chou romanesco, un exemple de forme fractale naturelle.

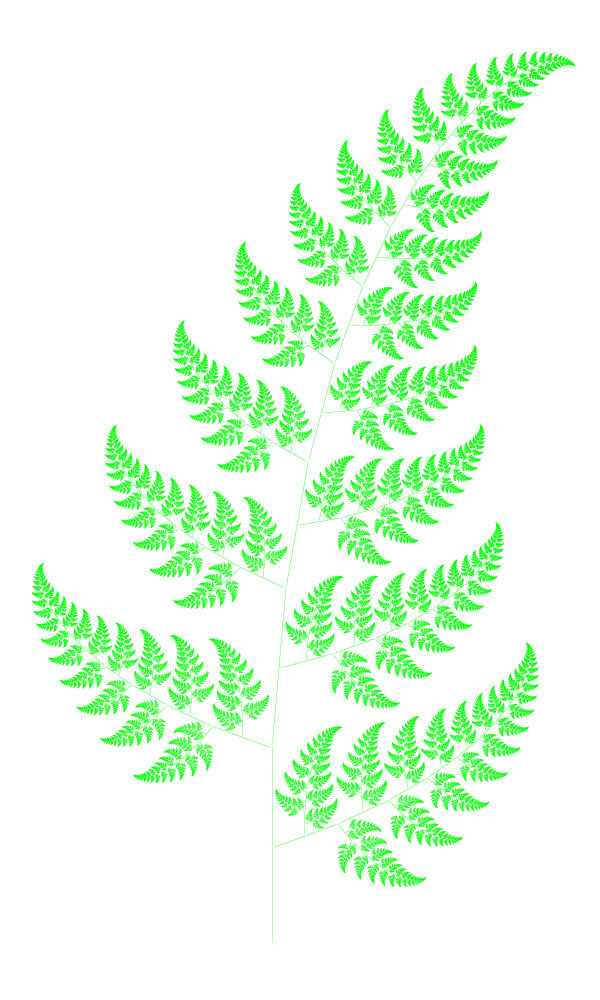
Une fougère fractale, modélisée en utilisant un système de fonctions itérées.

Des formes fractales approximatives sont facilement observables dans la nature. Ces objets ont une structure autosimilaire sur une échelle étendue, mais finie : les nuages, les flocons de neige, les montagnes, les réseaux de rivières, le chou-fleur ou le brocoli, et les vaisseaux sanguins.
Les arbres et les fougères sont de nature fractale et peuvent être modélisés par ordinateur à l'aide d'algorithmes récursifs comme les L-Systems. La nature récursive est évidente dans ces exemples ; la branche d'un arbre ou la fronde d'une fougère sont des répliques miniatures de l'ensemble : pas identiques, mais de forme similaire.
Spectaculaire est la géométrie proprement fractale des plantes à cyme n-pare : de chaque nœud de la plante partent invariablement un axe floral principal terminé par une fleur et n axes secondaires qui chacun, à leur nœud suivant, reproduiront en plus petit le même schéma de construction. Ainsi, si la plante poussait à l'infini, elle serait à partir de chaque nœud une réplique exacte, à échelle décroissante, du pied entier.
La surface d'une montagne peut être modélisée sur ordinateur en utilisant une fractale : prenons un triangle dans un espace tridimensionnel dont nous connectons les milieux de chaque côté par des segments, il en résulte quatre triangles. Les points centraux sont ensuite déplacés aléatoirement vers le haut ou le bas, dans un rayon défini. La procédure est répétée, diminuant le rayon de moitié à chaque itération. La nature récursive de l'algorithme garantit que le tout est statistiquement similaire à chaque détail.
Enfin, certains astrophysiciens ont remarqué des similitudes dans la répartition de la matière dans l'Univers à six échelles différentes. Les effondrements successifs de nuages interstellaires, dus à la gravité, seraient à l'origine de cette structure (partiellement) fractale. Ce point de vue a donné naissance au modèle de l'univers fractal, décrivant un univers fondé sur les fractales.

## Domaines d'application
Les domaines d'application des fractales sont très nombreux, on peut citer en particulier :
- en biologie, répartition des structures des plantes, bactéries, feuilles, branches d'arbres…
- en géologie, étude du relief, côtes et cours d'eau, structures de roches, avalanches…
- en paléontologie, loi de puissance des apparitions et extinctions d'espèces
- en morphologie animale, structures des invertébrés, plumes d'oiseaux…
- en médecine, structure des poumons, intestins, battements du cœur
- en météorologie, nuages, vortex, banquise, vagues scélérates, turbulences, structure de la foudre
- en volcanologie, prévision d'éruptions volcaniques, tremblements de terre
- en astronomie avec la description des structures de l'univers, cratères sur la Lune, répartition des exoplanètes et des galaxies…
- en sciences humaines, évolution de la démographie
- en économie et finance, évaluation de risques financiers[5], tentative (inexacte) de prévision des krachs boursiers, (théorie du « multifractal »)[b]
- en électronique, antennes larges bandes des téléphones portables
- en géographie urbaine, pour l'analyse des formes urbaines
- en urbanisme et dans les domaines socio-politiques
- dans les Arts, arts graphiques bien sûr, mais aussi en littérature, en musique, au cinéma…

Tous ces domaines - et bien d'autres - peuvent bénéficier de la description et d'une modélisation en termes fractals des phénomènes associés.

### Utilisations industrielles
Surface spécifique de Blaine : la finesse de broyage d'un ciment est exprimée en termes de surface spécifique (cm²/g) et mesurée par la méthode de Blaine, dite de perméabilité à l'air, utilisant la loi de Darcy, et la loi de Kozeny-Carman qui établit que la traversée d'un lit de granules par un fluide est affectée par la surface spécifique des granules.
Ainsi, en calculant la durée que met un gaz sous pression à traverser un volume donné de granules, on en déduit la surface des granules. Plus le broyage est fin, plus la surface calculée est importante.
Cette expérience se produisant dans un volume déterminé, on peut imaginer obtenir une surface développée infinie en broyant toujours plus finement le ciment. Il s'agit là d'une utilisation industrielle d'un modèle expliqué par les mathématiques fractales (un objet de dimension n de mesure finie, borné par une frontière de dimension n-1, de mesure tendant vers l'infini).

### Informatique
Méthodes informatiques de calcul
- Système de fonctions itérées (IFS).
- Jeu du chaos
- Système de Lindenmayer ou L-System.
- Méthodes topologiques.
- Algorithme Diamant-Carré

## Galerie d'images

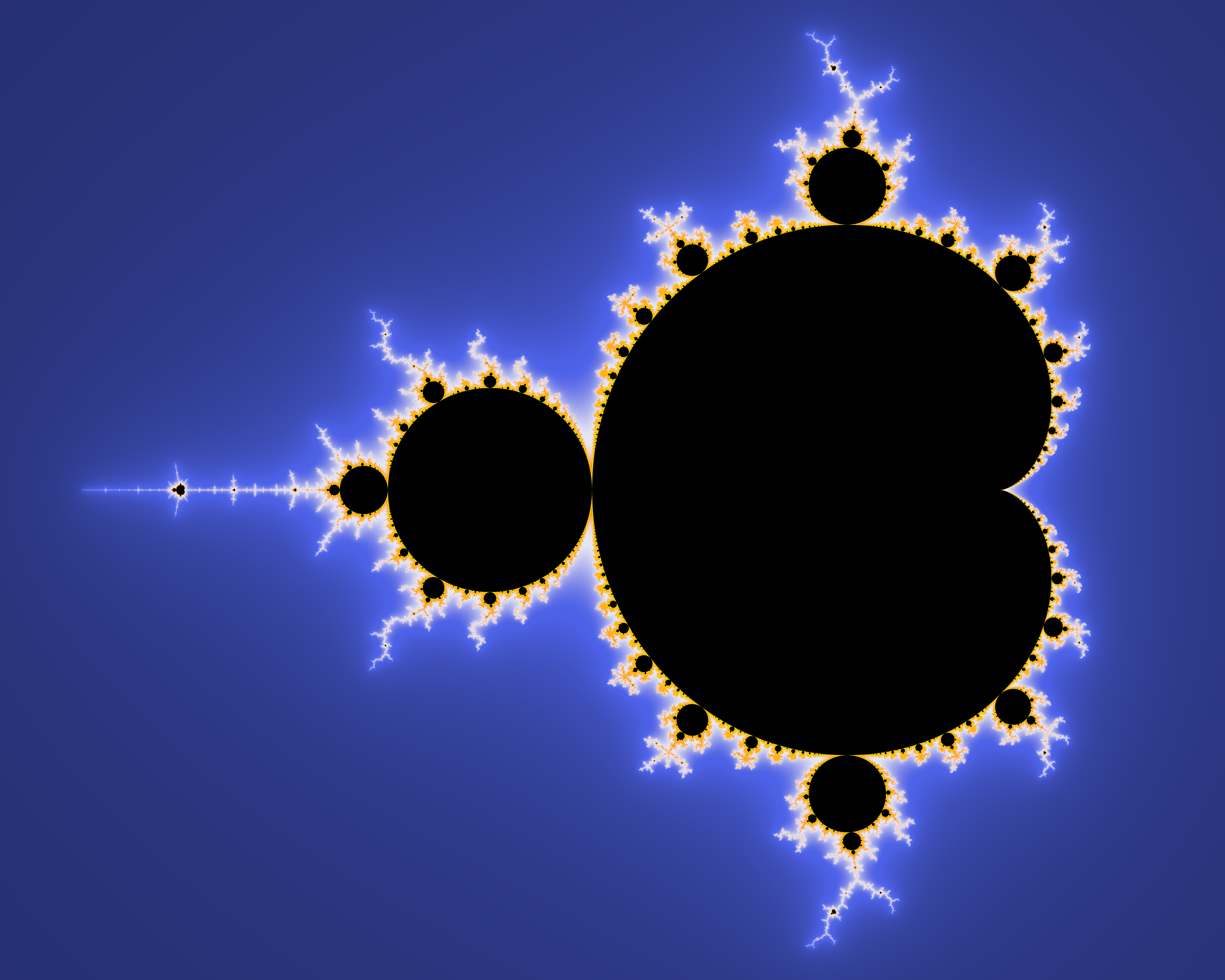
Ensemble de Mandelbrot.
Animation continue de l'ensemble de Julia pour la fonction quadratique {\displaystyle f_{c}(z)=z^{2}+c}.
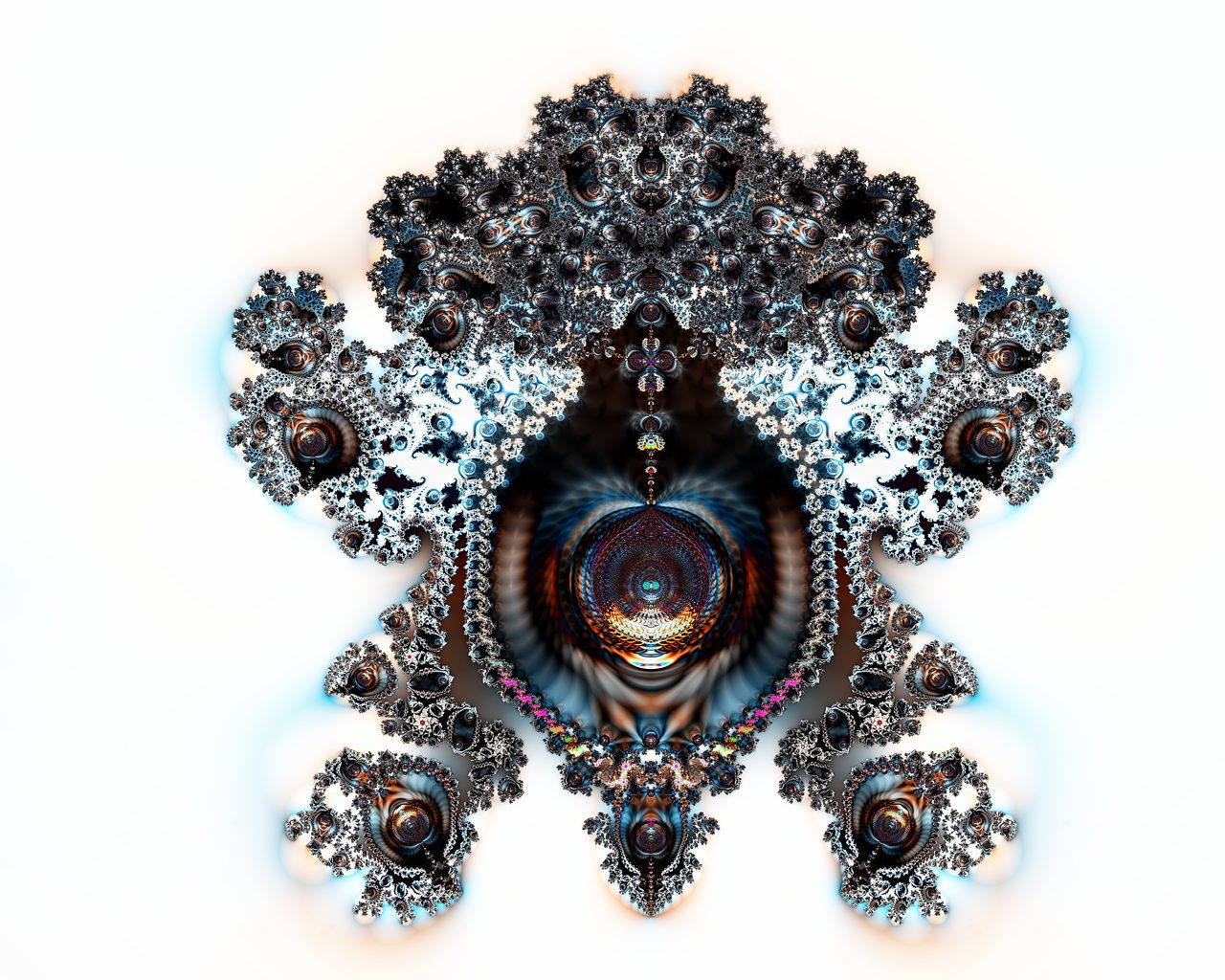
Illustration fractale créée avec le générateur Sterling2.
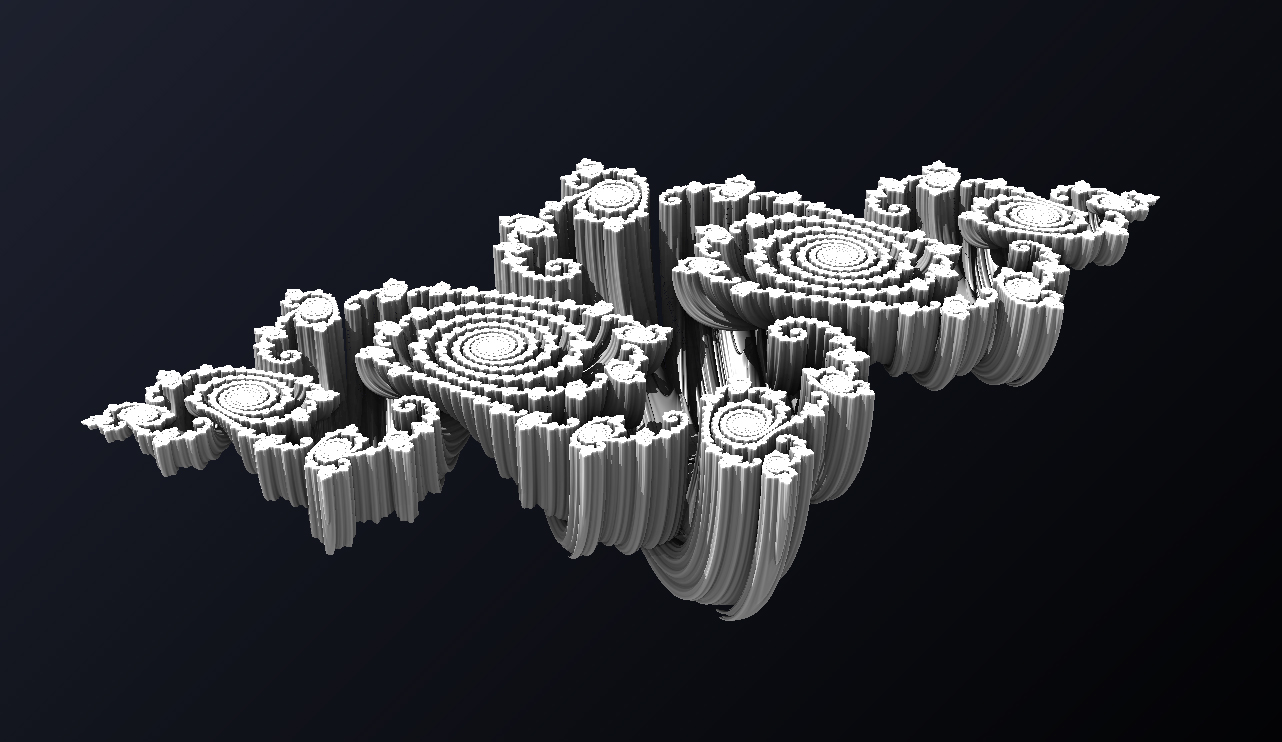
Quaternion Julia avec x=-0,75 et y=-0,14.
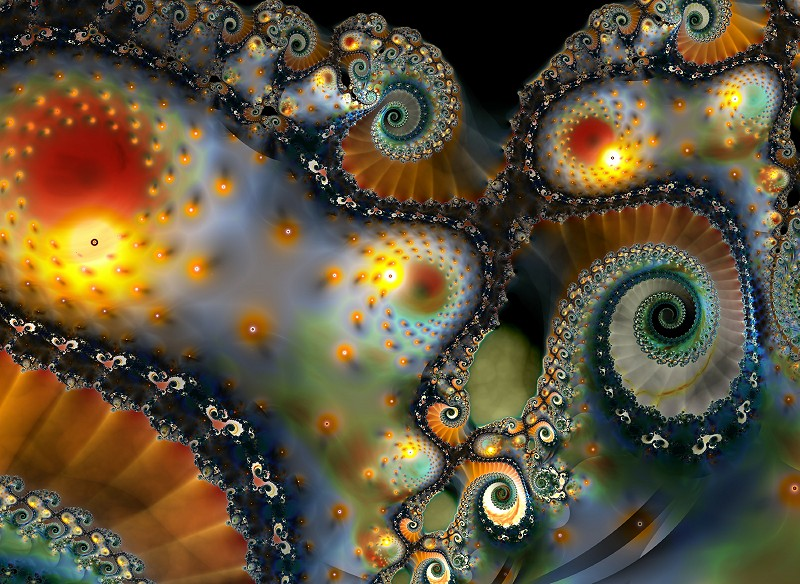
Motif fractal.
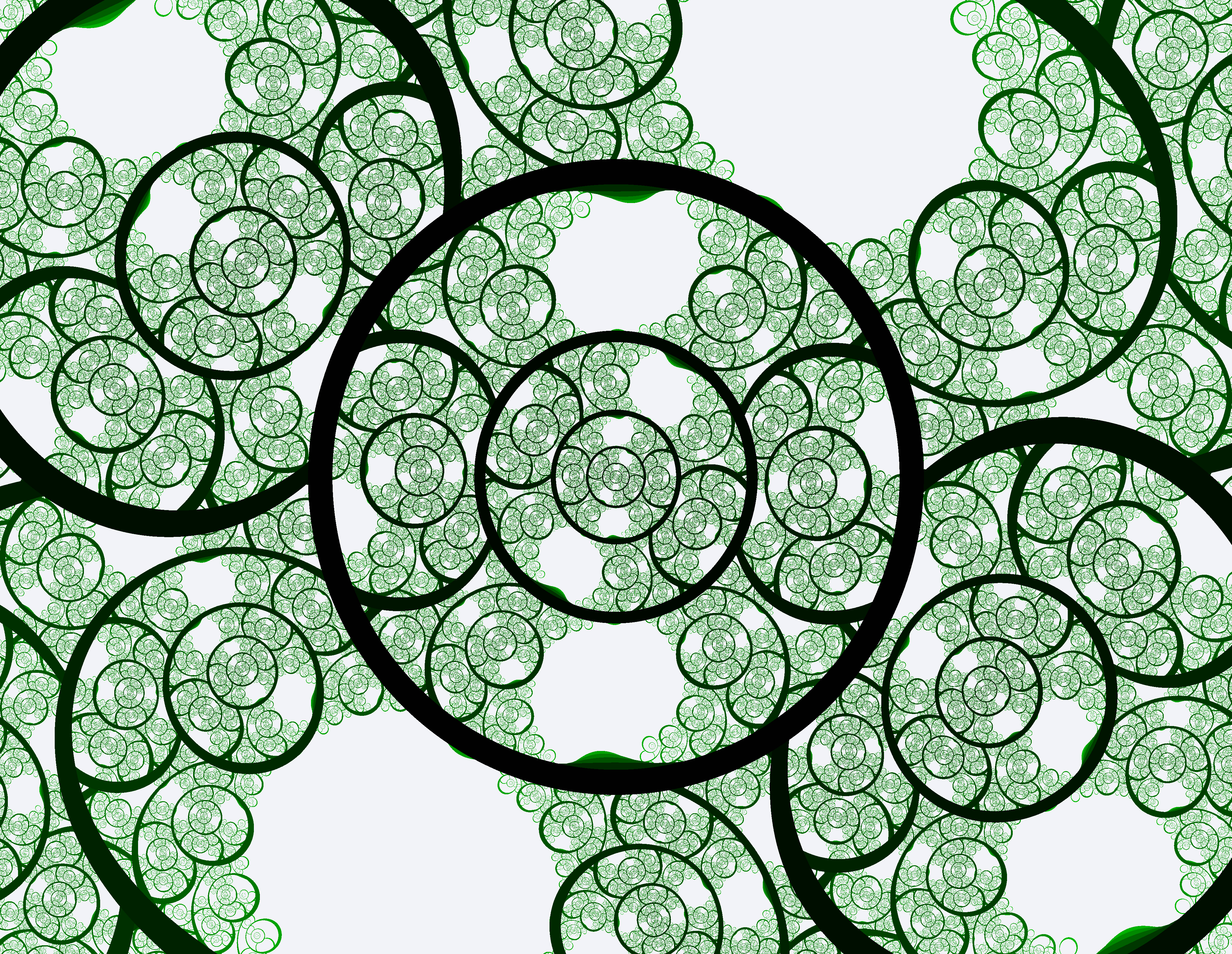
Figure fractale circulaire.
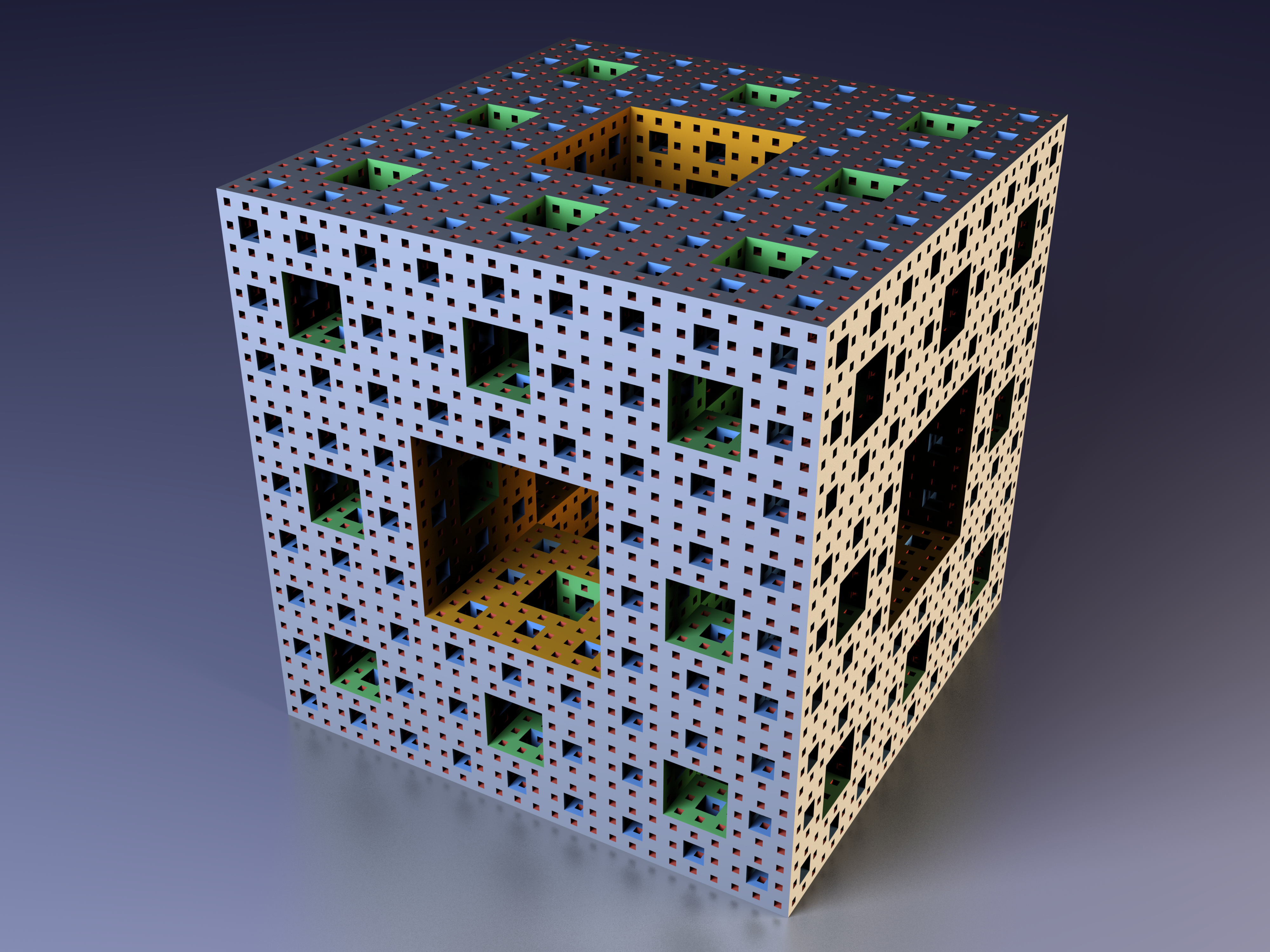
L'éponge de Menger.
Image fractale circulaire générée par un code JavaScript.
Un arbre fractal peut être engendré par un triangle de Sierpiński.
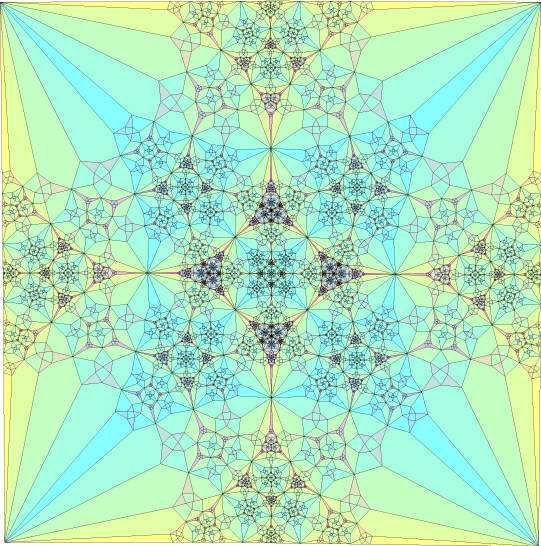
Fractale générée par une finite subdivision rule (en) pour un nœud alterné (en).
Zoom dans l'ensemble de Mandelbrot.